# Gopalasamudram
Gopalasamudram es una ciudad y nagar Panchayat situada en el distrito de Tirunelveli en el estado de Tamil Nadu (India). Su población es de 10694 habitantes (2011).

## Demografía
Según el censo de 2011 la población de Gopalasamudram era de 10694 habitantes, de los cuales 5338 eran hombres y 5356 eran mujeres. Gopalasamudram tiene una tasa media de alfabetización del 86,59%, superior a la media estatal del 80,09%: la alfabetización masculina es del 91,86%, y la alfabetización femenina del 81,39%.